# Битва при Таутоне
Битва при Та́утоне (англ. Battle of Towton) — самое кровопролитное сражение войны Алой и Белой розы, произошедшее близ Йорка в Вербное воскресенье 29 марта 1461 года.
Сражение считается крупнейшим среди всех состоявшихся на территории Британских островов, хотя предполагается, что средневековые хроники склонны преувеличивать масштаб битвы при Таутоне сильнее других. Согласно письмам епископа Эксетерского Джорджа Невилла и короля Эдуарда IV, в сражении погибло 28 000 человек (оценочная численность населения Англии в то время не превышала 3 миллиона человек). Полагают, что за Ланкастеров сражалось 42 000 человек, за Йорков — 36 000, включая 28 лордов (примерно половина пэров Англии того времени). Эдуард, герцог Йоркский, уже провозгласивший себя королём Эдуардом IV, был непосредственно во главе армии Йорков. Сражение продолжалось весь день, и Йоркам удалось добиться преимущества только после того, как ближе к вечеру подошли войска Джона Моубрея, 3-го герцога Норфолка, и ударили Ланкастерам в левый фланг. Те дрогнули, и битва завершилась преследованием бегущих.
Со стороны Ланкастеров погибли Генри Перси, 3-й граф Нортумберленд, сэр Эндрю Троллоп (некоторые историки считают, что именно он, а не Генри Бофорт, 3-й герцог Сомерсет, формально возглавлявший армию, был стратегом ланкастерцев) с сыном, сэр Ричард, брат графа Нортумберленда и другие. При этом 42 рыцаря были убиты уже после того, как их взяли в плен.
В результате этой победы Эдуард, герцог Йоркский, смог преследовать королеву Маргариту и Генриха VI почти до шотландской границы, а затем вернуться в Лондон и 28 июня 1461 года возложить на себя корону.

## Предыстория
В 1461 году в Англии шёл шестой год гражданской Войны роз между домами Йорков и Ланкастеров за английский трон. Ланкастеры поддержали правящего короля Англии Генриха VI — человека слабого и нерешительного, страдавшего периодическими приступами безумия. Лидером йоркистов первоначально был герцог Йорка Ричард Плантагенет, который был недоволен доминированием при дворе пользовавшихся благосклонностью короля ряда аристократов, в основном — его близких родственников из семьи Бофортов. Подпитываемые соперничеством между влиятельными сторонниками обеих фракций, попытки Йорка отстранить от власти фаворитов Генриха привели к войне. После пленения Генриха в битве при Нортгемптоне в 1460 году имевший королевскую кровь герцог Йорк заявил о своих правах на трон. Даже ближайшие сторонники Йорка среди знати не хотели узурпировать династию; дворяне большинством голосов приняли Акт согласия, по которому герцог с его наследниками унаследовали бы трон после смерти Генриха.
Королева Англии Маргарита Анжуйская отказалась принять соглашение, лишавшее права первородства её сына Эдуарда Вестминстерского. Она бежала в Шотландию после Нортгемптона; там она начала собирать армию, обещая примкнувшим свободу грабежей во время будущего похода на юг через всю Англию. Сторонники королевы из Ланкастеров также собрались на севере Англии, готовясь к её приезду. Йорк выступил со своей армией, чтобы противостоять этой угрозе, но в битве при Уэйкфилде он попал в ловушку и был убит. Герцог и его второй сын и граф Ратленда Эдмунд были обезглавлены ланкастерцами, а их головы были размещены на башенках сторожки Миклегейт-Бар (англ. Micklegate Bar) городских стен города Йорка. Руководство домом Йорков перешло к наследнику герцога Эдуарду.

Манёвры армий Йорков и Ланкастеров перед сражением

К победителям при Уэйкфилде присоединилась армия Маргариты, и они двинулись на юг, по пути грабя поселения. Они освободили Генриха после победы над армией графа Уорика Ричарда Невилла во Второй битве при Сент-Олбансе, и продолжили путь в Лондон. Лондонский Сити отказался открыть свои ворота Генриху и Маргарите, опасаясь разграбления. Ланкастерской армии не хватало припасов, и у неё не было достаточных средств для их пополнения. Когда Маргарита узнала о победе Эдуарда Йоркского в битве при Мортимерс-Кросс в Херефордшире и о том, что он двинулся к Лондону, она отошла к Йорку. Уорик и остатки его армии двинулись из Сент-Олбанса, чтобы присоединиться к Эдуарду. Йоркистов приветствовали в Лондоне. Потеряв опеку над Генрихом, его противникам нужен был новый повод для оправдания восстания. 4 марта Уорик провозгласил королём молодого лидера йоркистов Эдуарда. Прокламация получила большее признание, чем раннее заявление Ричарда, поскольку ряд выступавших тогда против этого дворян рассматривали действия Ланкастеров, как предательство юридически установленного акта.
В стране теперь стало два короля, чего нельзя было допускать для безопасности нации, особенно когда Эдуард прошёл бы официальную коронацию. Эдуард предложил амнистию любому стороннику Ланкастеров, отказавшемуся от Генриха. Этот шаг был направлен на привлечение простолюдинов, ибо предложение не распространялось на богатых ланкастерцев (в основном из дворян). Молодой король созвал войска и приказал двинуться в сторону Йорка, чтобы вернуть город своей семьи и официально свергнуть Генриха силой оружия.
Йоркская армия двигалась по трем маршрутам.
- Дядя Уорика и барон Фоконберга Уильям Невилл должен был расчистить путь в Йорк для основных сил, которых возглавил Эдуард.
- Герцог Норфолк Джон Моубрей был отправлен на восток, чтобы собрать силы и присоединиться перед битвой.
- Группа Уорвика двинулась к западу от основных сил, через Мидлендс, собирая по пути людей.

28 марта передовые части йоркистской армии наткнулись на остатки переправы у деревни Феррибридж через реку Эр. Они восстанавливали мост, когда на них напал отряд из 500 человек во главе с бароном Джоном Клиффордом, который разбил йоркистов.
Узнав об этом столкновении, Эдуард повел основную армию к мосту и был вынужден вступить в изнурительную битву: хотя он и превосходил врага в численности, узкий мост вынуждал противостоять людям Клиффорда на равных. Эдуард послал Фоконберга и своих всадников переправиться через охраняемую 3-м графом Нортумберленда Генри Перси реку в Каслфорде, который прибыл слишком поздно и позволил йоркистам пересечь брод и атаковать ланкастерцев у Феррибриджа с фланга. Ланкастерцы отступили, но, преследуемые до Динтинг-Дейла, были перебиты, а Клиффорд погиб от стрелы, пробившей ему горло. Очистив окрестности йоркисты отремонтировали мост и двинулись дальше, чтобы разбить лагерь на ночь в Шерберн-ин-Элмете. Ланкастерская армия двинулась к Тадкастеру, примерно в 2 милях (3,2 км) к северу от Таутона, и разбила лагерь. На рассвете две соперничающие армии разбили свои лагери при ухудшившейся погоде. Хотя это был священный для христиан день Вербного воскресенья, войска готовились к будущей схватке, которая в нескольких источниках была названа битвой в Вербное воскресенье (англ. Palme Sonday Felde), но название не прижилось. Более популярным стало название по близлежащей деревне Таутон.

## Силы сторон
Собравшиеся войска были одними из крупнейших в то время. Средневековые источники (например, «Хроники Грегори») утверждали, что с каждой стороны были сотни тысяч солдат, что не считается достоверным. Современные историки полагают более вероятным общее число в 50 — 65 тыс. человек (1 — 2 %,от общего населения Англии). Анализ найденных в братских могилах в период с 1996 по 2003 год 50 скелетов показал, что большинству из них было от 24 до 30 лет, и многие из них были боевыми ветеранами.
Физическая и умственная слабость Генриха была главной слабостью Ланкастеров, и он остался с матерью в Йорке. Напротив, 18-летний Эдвард был высоким и внушительным в доспехах и шёл впереди войска: его предпочтение смелой наступательной тактике определило план действий в сражении. Его присутствие и личный пример имели решающее значение для того, чтобы йоркисты выстояли в долгой и изнурительной борьбе.
Примерно три четверти английских пэров участвовали в битве; восемь из них были в армии йоркистов, тогда как у ланкастерцев было по крайней мере девятнадцать.
Из других лидеров йоркистов Уорик отсутствовал в битве, получив ранение ноги в Феррибридже. Норфолк был слишком стар для участия в битве, и его отрядом командовали Уолтер Блаунт и Роберт Хорн; самого его считали непредсказуемым союзником. Эдвард во многом полагался на барона Фоконберга Уильяма Невилла — высоко ценимого современниками за свои военные навыки ветерана Столетней войны. Он продемонстрировал это в самых разных ролях, будучи капитаном гарнизона Кале, командиром пиратских экспедиций в Ла-Манше  и главой авангардом при Нортгемптоне.
Старшим ланкастерским полководцем был опытный лидер герцог Сомерсет Генри Бофорт, которому приписывали победы при Уэйкфилде и Сент-Олбансе, хотя по мнению других историков они были заслугой сэра Эндрю Троллопа. Троллоп был чрезвычайно опытным и проницательным полководцем, который служил под командованием Уорика в Кале, прежде чем перешел на сторону ланкастерцев у битве при Ладфордском мосту в 1459 году. Среди других известных ланкастерских лидеров были герцог Эксетер Генри Холланд  и северные магнаты — граф Нортумберленда Генри Перси барон Томас де Рос и барон Дакр Ричард Файнс. Другой лидер ланкастерской партии лорд Клиффорд был убит стрелой в горло при Феррибридже.

## Размещение

Армии Йорков (белый) и Ланкастеров (красный) перед боем.

Подробные описания битвы есть лишь у немногих источников, которые при этом не описывают точное расположение армий. Подобный недостаток побудил первых историков принять хронику Холла в качестве основного источника, хотя она была написана спустя 70 лет, и имелись вопросы по поводу её источников. Бургундский летописец Жан де Варенн был более современным автором, но его хроника стала доступна публике только в 1891 году, и имевшиеся несколько ошибок в ней позволяли тогдашним историкам воздерживаться от её применения. Более поздние реконструкции битвы были основаны на версии Холла, дополненной мелкими деталями из других источников.
Битва произошла на плато между деревнями Сакстон (на юге) и Таутон (на севере). Регион представлял собой сельскохозяйственную землю с множеством широких открытых территорий и небольшими дорогами, по которым могли маневрировать армии. Через этот район проходили две дороги: соединявшая Таутон с английской столицей Олд-Лондон-роуд и прямая дорога между Сакстоном и Таутоном. Река Кок-Бек с крутыми склонами текла S-образным руслом вокруг плато с севера на запад. Плато было разделено пополам долиной Таутон, который шла с запада и простиралась до Норт-Эйкерс на востоке. Вдоль ручья были разбросаны лесные массивы; лес Реншоу располагался вдоль реки на северо-западной стороне плато, а к югу от долины лес Касл-Хилл рос на западной стороне плато, на излучине ручья. После битвы территория к северо-востоку от этого леса будет известна как Кровавый луг.
По словам Граветта и его коллеги, военного энтузиаста Тревора Джеймса Холсолла, решение Сомерсета вступить в бой с армией йоркистов на этом плато было разумным. Защита территории непосредственно перед Таутоном заблокировала бы любое продвижение к Йорку, независимо от выбранной дороги. Ланкастерцы расположились на северной стороне долины, используя её как «защитный ров»; недостатком было отсутствие возможности наблюдать дальше южного гребня долины. Ланкастерские фланги были защищены болотами; правый фланг был дополнительно защищён крутыми берегами Кок-Бека. Ширина района их развертывания не позволяла провести более длинную линию фронта, лишая ланкастерцев возможности использовать свое численное превосходство. Варенн породил предположение, что Сомерсет приказал отряду конных копейщиков спрятаться в лесу Касл-Хилл для атаки левого фланга йоркистов в подходящий момент.
Йоркисты появились, когда ланкастерцы завершили развертывание. Шеренга за шеренгой солдаты поднимались по южному гребню долины и выстраивались в ряды напротив своих врагов, когда начал падать снег. Армия Эдуарда была в меньшинстве, а войско Норфолка ещё не прибыло. Авангардом йоркистов командовал барон Фоконберг Уильям Невилл, другими командующим Холл называет Джона Венлока и Джона Динхема. Ланкастерским войском руководили герцог Сомерсета, Троллоп, граф Нортумберленд и герцог Эксетер, но в источниках нет единого мнения касательно того, какая часть войска была назначена каждому из них.

## Сражение

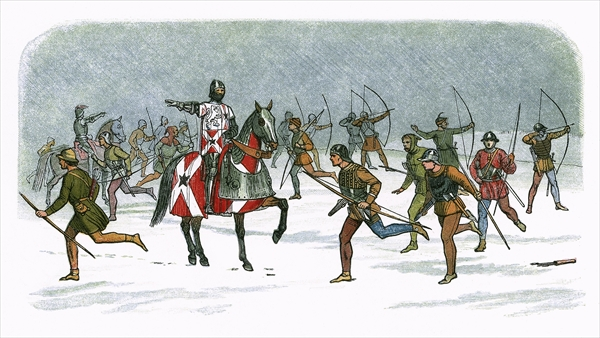
Лучники Фоконберга

Сомерсет был доволен занятой позицией и отдал инициативу противнику. Заметив направление и силу ветра, Невилл приказал всем йоркским лучникам выйти вперед и дать залп стрел со стандартной максимальной дальности стрельбы из длинных луков. Подгоняемые ветром, стрелы пролетели дальше обычного, вонзившись в скопившиеся на склоне холма массы солдат.
Ответ ланкастерских лучников оказался неэффективным — из-за сильного ветра снег бил им в лицо. Им было трудно оценить расстояние и выбрать цель, а стрелы не долетали; Фауконберг приказал своим людям отступить после одного залпа, избежав таким образом каких-либо потерь. Не имея возможности наблюдать за итогом обстрела, ланкастерцы выпустили большую часть запасов стрел, оставив толстый колючий ковер на земле перед йоркистами.
После прекращения вражеской стрельбы Невилл приказал своим лучникам снова выйти вперед и стрелять. Когда у них закончились боеприпасы, йоркисты подняли лежавшие в земле выпущенные врагами стрелы и продолжили стрельбу. Попав под атаку без какого-либо эффективного ответа, ланкастерская армия сдвинулась со своей позиции для вступления в ближний бой. Увидев наступающую массу людей, лучники произвели ещё несколько залпов, прежде чем отступить за ряды своей армии, оставив тысячи стрел в земле для препятствования атаке Ланкастеров.
Когда йоркисты передвинули ряды для вступления в ближний бой, их левый фланг подвергся атаке всадников из леса Касл-Хилл. Левое крыло йоркистов пришло в замешательство, и несколько человек начали бежать. Эдварду пришлось взять здесь на себя командование, чтобы спасти ситуацию. Принимая участие в борьбе и воодушевляя последователей, своим примером он вдохновил солдат держать позицию. Армии столкнулись, и лучники стреляли в солдат с близкого расстояния. Ланкастерцы постоянно бросали в бой более свежих людей, и постепенно уступавшая в численности армия йоркистов была вынуждена отступить вверх по южному хребту. Граветт считал, что ланкастерский левый фланг продвинулся меньше остальной армии, из-за чего линия боя искривилась, а её западный конец наклонился в сторону Сакстона.
По оценке ответственного за сохранность исторических мест правительственного органа English Heritage бой длился три часа. Исход был не решён до прибытия отряда Норфолка. Маршируя по Олд-Лондон-роуд, отряд Норфолка был скрыт из виду, пока не достиг вершины хребта и не атаковал левый фланг Ланкастеров. Ланкастерцы продолжали сражаться, но преимущество перешло к йоркистам. К концу дня линия Ланкастеров распалась, и небольшие группы солдат начали дезертировать. Летописец английского короля Генриха VII Полидор Вергилий писал, что бой длился в общей сложности 10 часов.

## Преследование

Прибытие отряда Норфолка, окончательно способствовавшее победе Йорков.

Усталые ланкастерские солдаты для более быстрого бега побросали шлемы и доспехи, что сделало их уязвимыми для противника, сообенно для свежего войска Норфолка. Перемещаясь по Кровавому лугу многие ланкастерцы были зарезаны сзади или убиты после сдачи в плен. Перед битвой обе стороны отдали приказ не давать пощады, и йоркисты не были настроены щадить кого-либо после долгой и изнурительной битвы. За ряд ланкастерских лидеров, вроде Троллопа, была назначена значительная награда. В Хрониках Грегори говорится, что 42 рыцаря были убиты после взятия в плен.
Археологические находки в конце XX в. пролили свет на последние моменты битвы. В 1996 году рабочие на строительной площадке в деревне Таутон обнаружили братскую могилу, в которой, по мнению археологов, находились останки убитых во время или после битвы. На телах были обнаружены серьёзные травмы верхней части туловища; руки и черепа были треснуты или раздроблены. У одного эксгумированного тела (Таутон 25) передняя часть черепа была рассечена пополам: оружие пронзило его лицо, образовав глубокую рану, расколовшую кость. Череп был также пробит ещё одной глубокой раной — горизонтальным порезом лезвия на спине.
Ланкастерцы потеряли при последующем бегстве больше людей, чем на поле боя. Часть переправлявшихся через Кок-Бек солдат попали под сильное течение, в то время как их товарищи шли по ним и сталкивали под воду. Всё это время занявшие возвышенности лучники Йорков обстреливали беглецов, согласно хроникам ланкастерские солдаты в итоге бежали по «мостам» из скопившихся тел. Погоня продолжалась на севере через реку Уорф, которая была больше Кок-Бек. Мост через реку рухнул под тяжестью собравшихся людей, многие из которых утонули. Скрывшихся в Тадкастере и Йорке выследили и убили.
В информационном бюллетене от 4 апреля 1461 года сообщалось о 28 тыс. убитых, что по мнению Чарльза Росса и других историков, было преувеличением. Число было взято из подсчетов погибших герольдами и появилось в письмах Эдуарда и епископа Солсбери Ричарда Бошана. В письмах посла и купца из Миланского герцогства говорится о 8 тыс. погибших у Йорков и 20 тыс. у Ланкастеров; напротив, епископ Эльфина Николас О’Фланаган и прелат Франческо Коппини говорили только о 800 погибших йоркистах. Другие современники дают более высокие цифры: от 30 до 38 тыс.; Холл называет 36 776 человек. Исключением были Annales rerum anglicarum, по которым ланкастерцы потеряли 9 тыс. (эту цифру Росс и Вольф сочли более правдоподобной). Проведённый Тимом Сазерлендом анализ источников и археологических данных приходит к выводу, что отчет о Таутоне был объединен с отчетами о Феррибридже и Динтингдейла, из чего по версии историка общие цифры потерь в Таутоне были 2,8 — 3,8 тыс.
Ланкастерская знать понесла тяжелые потери. Граф Нортумберленд, бароны Уэллс, Моли и Дакр и сэр Эндрю Троллоп пали в бою, а графы Девон Томас Куртене и Уилтшир Джеймс Батлер впоследствии были схвачены и казнены. Барон Дакр был убит сидевшим на «колючем дереве» (местное название чёрной бузины) лучником. Йоркисты потеряли только одного известного представителя дворянства — Хорна.

## Последствия

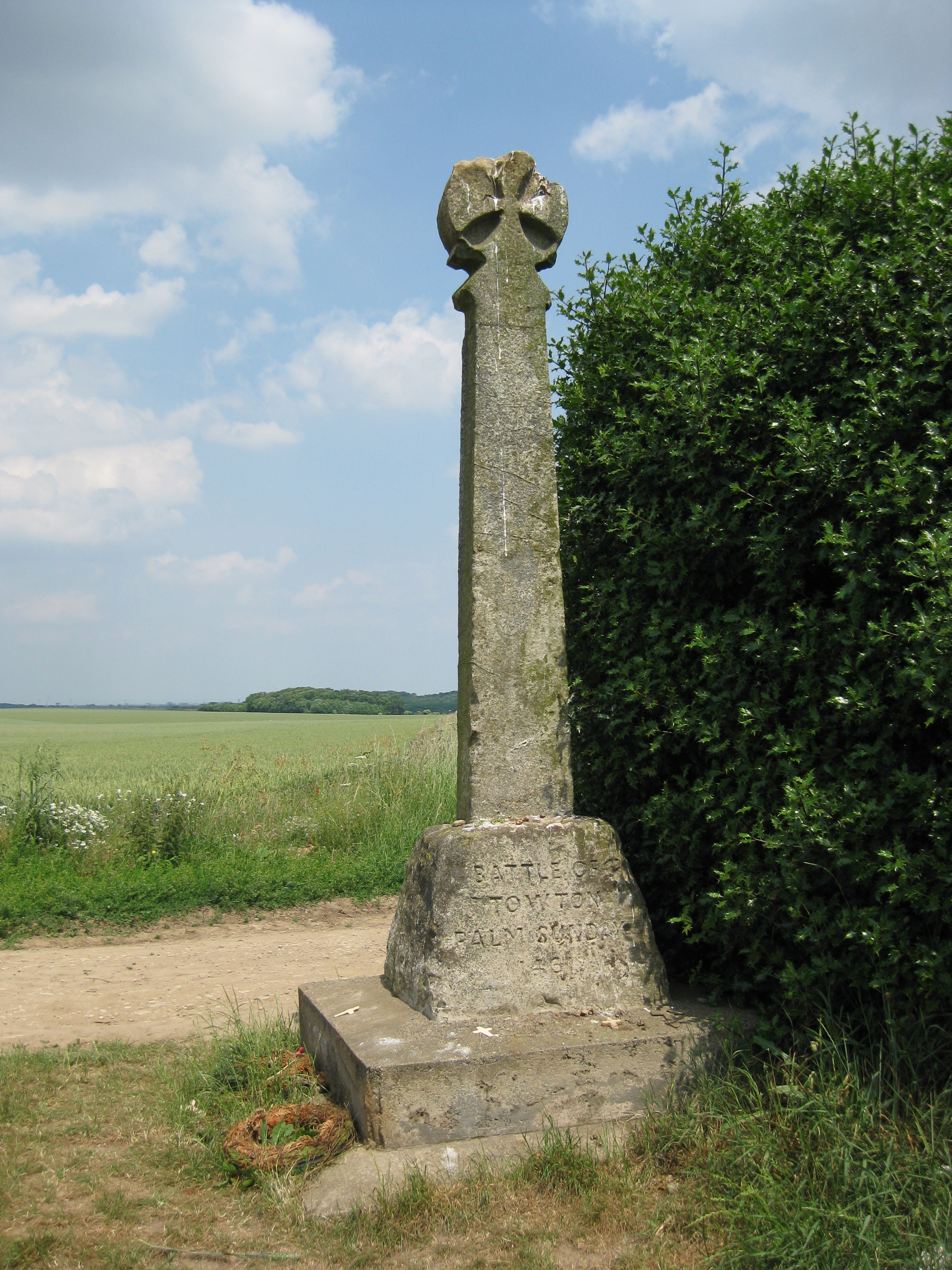
Туатонский крест на поле битвы.

Получив известие о поражении Генрих вместе с женой и сыном бежал в изгнание в Шотландию. Позже к ним присоединились Сомерсет, Рос, Эксетер и несколько бежавших с Таутона ланкастерских дворян. Битва серьёзно ослабила власть Ланкастеров в Англии; ключевые сторонники (Нортумберленд, Клиффорд, Росс и Дакр) либо умерли, либо бежали из страны, положив конец господству дома на севере Англии. Эдвард далее воспользовался ситуацией, назвав 14 поддерживавших эту фракцию пэров предателями. Также за государственную измену (англ. Attainder) были осуждены 96 человек в ранге рыцаря и ниже: 24 из них были членами парламента.
Поместья некоторых из выступавших против Йорков дворян были конфискованы короной, но остальные остались нетронутыми и пребывали на попечении своих семей. Эдуард также простил многих из дворян после их подчинения его власти.
Хотя Генрих вместе со своим сыном находился на свободе в Шотландии, битва положила конец (на время) спорам о состоянии руководства страны после Акта согласия. Английский народ был уверен, что теперь есть один настоящий король — Эдуард. Он сосредоточил свое внимание на укреплении власти, привлечении народа и подавлении восстаний, поднятых немногими оставшимися приверженцами Ланкастеров. Он посвятил нескольких своих сторонников в рыцари и возвел в звание пэра; Фоконберг стал графом Кентом. Уорвик извлек выгоду из победы Эдуарда: получил часть владений Нортумберленда и Клиффорда, а также стал «королевским лейтенантом на Севере и адмиралом Англии». Эдуард даровал ему множество властных и богатых должностей, что ещё больше увеличило значительное влияние и богатство графа.
К 1464 году йоркисты «уничтожили все эффективное сопротивление Ланкастеров на севере Англии».  В 1470 году к тому времени отношения короля с Уориком ухудшились до такой степени, что граф перешел на сторону ланкастерцев и вынудил Эдуарда бежать из страны, вернув власть Генриху. Через год в битве при Барнете Йорк восстановил свой трон после победы над Уориком и Ланкастерами.

## В культуре

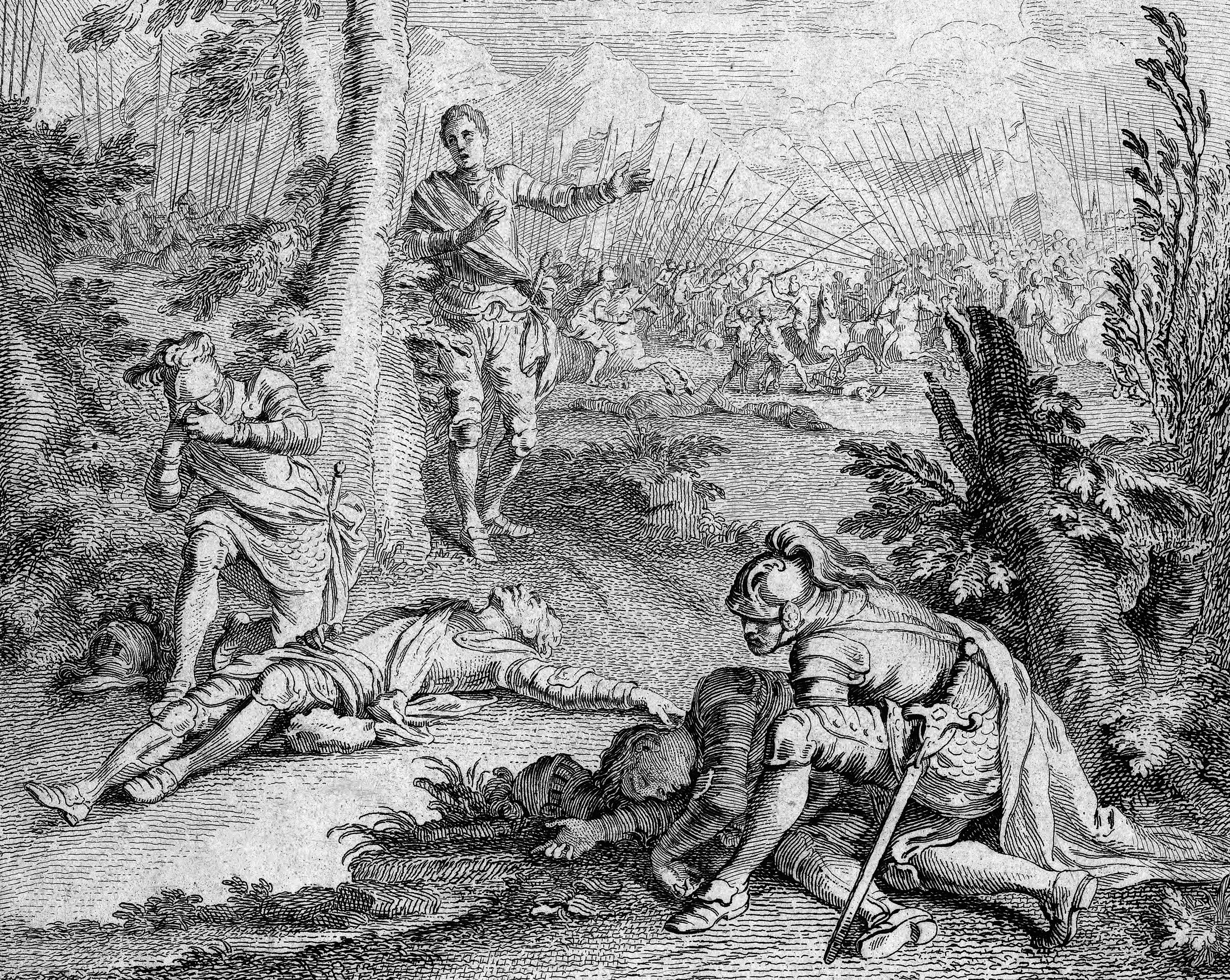
Юбер-Франсуа Гравло. Генрих, двое солдат Йорков и двое убитых ими воинов Ланкастеров (гравюра для издания 1744 года).

В XVI веке Уильям Шекспир написал ряд драматических произведений на основе исторических событий, включая Войну Роз. Использование истории в качестве фона, на котором известные персонажи разыгрывают драму, придает его пьесам ощущение реализма. Шекспир написал трехчастную пьесу о Генрихе VI, во многом в качестве источника используя хронику Холла. Его видение битвы при Таутоне (Генрих VI, часть 3 акт 2, сцена 5) называлось как «самое кровавое» сражение в Войне роз, стало стандартным сюжетом о «терроре гражданская война, национальный терроре, который по своей сути носит семейный характер». Историк Бертрам Вольф сказал, что именно благодаря драматизации битвы Шекспиром слабый и неэффективный Генрих, по крайней мере, запомнился английскому обществу, хотя-бы из-за тоски по тому, что родился не пастухом, а королем.
В сражении присутствует примечательная сцена, которая происходит сразу после монолога Генриха. Он становится свидетелем плача двух солдат в битве. Один убивает своего противника в надежде ограбить его, но обнаруживает, что жертвой является его сын; другой убивает своего врага, которым оказывается его отец. Оба убийцы впали в состояние глубокой скорби, осознав свои преступления. Исследователь Шекспира Артур Персиваль Росситер называет эту сцену самым примечательным из написанных драматургом «ритуалов». Постановка мероприятия соответствует образцу оперы: после длинной речи актёры чередуются друг с другом, чтобы произнести перед публикой однострочные реплики. В этой сцене горя, в противоположность подходу, принятому в его более поздних исторических пьесах, Шекспир использует анонимных вымышленных персонажей, чтобы проиллюстрировать беды гражданской войны, в то время как исторический король размышляет об их судьбах. Почетный профессор английской литературы в Университете Шеффилда Майкл Хэттауэй считал, что Шекспир намеревался показать печаль Генриха по поводу войны, вызвать те же эмоции у публики и разоблачить его некомпетентность как короля.
Битва при Таутоне была повторно исследована Джеффри Хиллом в его стихотворении «Похоронная музыка» (1968). Хилл представляет историческое событие голосами участников сражения, глядя на суматоху той эпохи их глазами. Простые солдаты жалуются на физические неудобства и жертвы, которые они принесли ради идей, прославляемых их лидерами. Они разделяют решимость лидеров уничтожить противников, даже ценой своей жизни. Хилл изображает веру участников в то, что событие было предопределено и имело первостепенное значение как фарс; мир продолжал заниматься своими делами, несмотря на битву.
В историческом детективе Кристофера Джона Сэнсома «Суверен» в 1541 году фермер из Таутона обращается к королю Генриху VIII с просьбой о компенсации за потраченное им время и усилия на передачу церкви скелетов, обнаруживаемых им почти каждый день на своей земле.

## Наследие

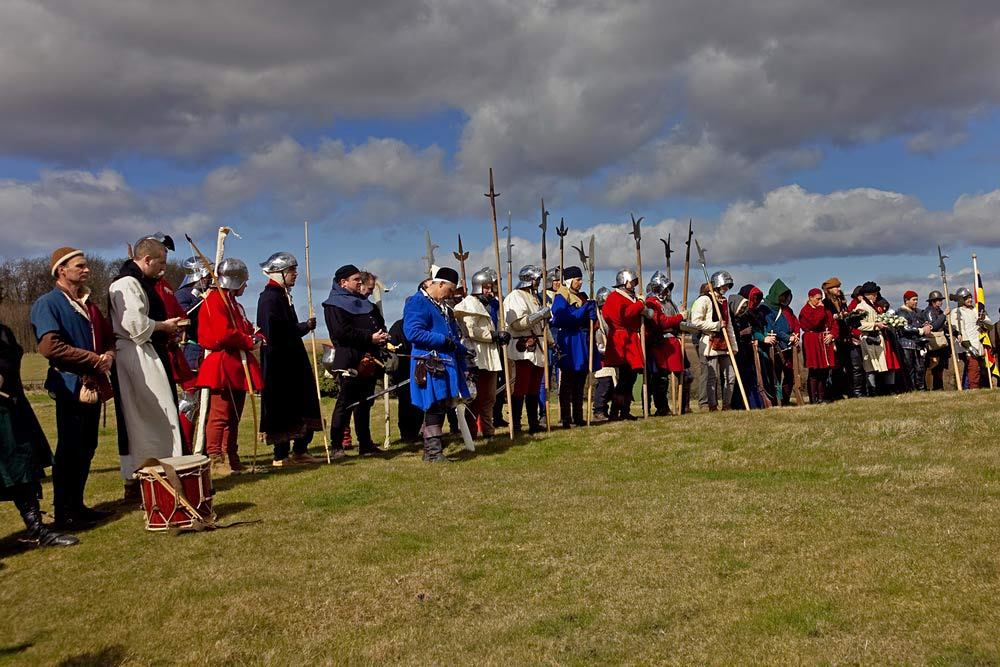
Минута молчания среди реконструкторов из общества Битвы при Таутоне

Получить точную цифру потерь было сложно: останки перемещались либо использовались фермерами в качестве удобрений, а перед захоронением с трупов обычно снимали одежду и неразлагающиеся предметы. Однако некоторые тела сохранились, а над их могилами позже были построены здания. Первые скелеты были найдены в 1996 году. В ходе раскопок было обнаружено более 50 скелетов, оставшихся во время битвы. Анализ их травм показывает ожесточённость битвы. Телам наносились множественные раны, включая большое количество посмертных увечий.
Документы XV века подтверждают, что некоторые жертвы были перезахоронены на кладбищах в Сакстоне и в часовне, построенной для этой цели Ричардом III в 1484 году. Его смерть в битве при Босворте в 1485 году означала, что здание так и не было завершено и в конечном итоге рухнуло. В 1929 году камни, предположительно из часовни, были использованы для создания Таутонского креста, также известного как Крест барона Дакра, в память о погибших в битве.
Барон Дакр был похоронен в церкви Всех Святых в Сакстоне, к концу XIX века его могила пребывала в хорошем состоянии, хотя некоторые из её панелей выветрились. Дерево, с которого убийца Дакра выпустил стрелу, было срублено к концу XIX века. В 2010 году на поле боя были обнаружены фрагменты одного из самых ранних известных пистолетов, найденных в Великобритании.
Представления о Войне Роз в целом и о данной битве, как о чрезвычайно жестокой и кровопролитной, были сформированы Шекспиром и сохранялись таковыми на протяжении веков. Однако в начале XXI века битва уже не занимала заметного места в общественном сознании. Журналисты сетовали на то, что люди не знали о битве при Таутоне и её значении. По данным English Heritage, битва имела «величайшее значение»: она была одной из крупнейших, если не самой крупной, битвой в истории Англии и привела к смене королевской династии. Хотя некоторые учёные, соглашаясь с цифрами потерь, о которых говорили летописцы, считают, что битва не принесла каких-либо монументальных изменений в жизнь английского народа.
Битва при Таутоне была связана с традицией, ранее существовавшей в деревне Тайсо, Уорикшир. В течение нескольких столетий местный фермер в рамках условий аренды земли каждый год создавал холмовую фигуру — Красную лошадь Тайсо. Хотя истоки традиции так и не были окончательно установлены, по словам местных жителей это было сделано в память о вдохновляющем поступке графа Уорика, зарезавшего свою лошадь, чтобы показать решимость выстоять и сражаться вместе с простыми солдатами. Традиция прекратилась в 1798 году, когда в соответствии с принятым английским правительством Законом об огораживании, общая земля, на которой находилась фигура лошади, стала частной собственностью. Красную лошадь Тайсо, к годовщинам битвы, начали создавать в начале XX века, но вскоре традиция окончательно перестала существовать.

### Книги
- Carpenter, Christine. The Wars of the Roses: Politics and the constitution in England, c. 1437–1509. — Cambridge University Press, 2002. — ISBN 978-0-521-31874-7.
- Gravett, Christopher. Towton 1461: England's Bloodiest Battle. — Osprey Publishing, 2003. — Vol. 120. — ISBN 978-1-84176-513-6.
- Hicks, Michael. Warwick the Kingmaker. — Blackwell Publishing, 2002. — ISBN 0-631-23593-0.
- Morgan, Philip. The Naming of Battlefields in the Middle Ages // War and Society in Medieval and Early Modern. — Liverpool, United Kingdom : Liverpool University Press, 2000. — P. 34–52. — ISBN 0-85323-885-5.
- Ross, Charles. Edward IV. — revised. — Yale University Press, 1997. — ISBN 0-300-07372-0.
- Wolffe, Bertram. Henry VI. — Yale. — Yale University Press, 2001. — ISBN 978-0-300-08926-4.
- Berlin, Normand. O'Neill's Shakespeare. — Michigan, United States : University of Michigan Press, 2000. — ISBN 978-0-472-10469-7. — doi:10.3998/mpub.14276.
- Brooke, Richard. The Field of the Battle of Towton // Visits to Fields of Battle in England. — John Russell Smith, 1857. — P. 81–129.
- Carpenter, Christine. The Wars of the Roses: Politics and the constitution in England, c. 1437–1509. — Cambridge University Press, 2002. — ISBN 978-0-521-31874-7.
- Edelman, Charles. The Wars of the Roses: 2 and 3 Henry VI, Richard III // Brawl Ridiculous: Swordfighting in Shakespeare's Plays. — Manchester University Press, 1992. — P. 69–89. — ISBN 978-0-7190-3507-4.
- Goodman, Anthony. Local Revolts and Nobles' Struggles, 1469–71 // The Wars of the Roses: Military Activity and English Society, 1452–97. — Routledge, 1990-07-19. — P. 66–85. — ISBN 978-0-415-05264-1.
- Gravett, Christopher. Towton 1461: England's Bloodiest Battle. — Osprey Publishing, 2003. — Vol. 120. — ISBN 978-1-84176-513-6.
- Harriss, G.L. Shaping the Nation: England 1360–1461. — Clarendon Press, 2005. — ISBN 978-0-19-822816-5.
- Hattaway, Michael. The Play: 'What Should be the Meaning of All Those Foughten Fields?' // The Third Part of King Henry VI / Michael Hattaway, William Shakespeare. — Cambridge University Press, 1993. — P. 9–35. — ISBN 0-521-37705-6.
- Hicks, Michael. Warwick the Kingmaker. — Blackwell Publishing, 2002. — ISBN 0-631-23593-0.
- Markham, Clements. The Crowning Victory of Towton // Richard III: His Life and Character. — Smith, Elder & Co., 1906.
- Penn, Thomas. The Brothers York. — Allen Lane, 2019. — ISBN 978-1846146909.
- Ross, Charles. Edward IV. — revised. — Yale University Press, 1997. — ISBN 0-300-07372-0.
- Saccio, Peter. Shakespeare's English Kings: History, Chronicle, and Drama. — Oxford University Press, 2000. — ISBN 0-19-512319-0.
- Sadler, John. Towton: The Battle of Palm Sunday Field 1461. — Barnsley : Pen & Sword Military, 2011. — ISBN 978-1-84415-965-9.
- Parishes – Tysoe // A History of the County of Warwick. — Oxford University Press, 1949. — Vol. 5. — P. 175–182.
- Santiuste, David. Edward IV and the Wars of the Roses. — Barnsley : Pen & Sword Military, 2010. — ISBN 978-1-84415-930-7.
- Sherry, Vincent B. King Log: Thorny Craft // The Uncommon Tongue: The Poetry and Criticism of Geoffrey Hill. — University of Michigan Press, 1987. — P. 81–125. — ISBN 0-472-10084-X.
- Wainwright, Jeffrey. Acceptable Words: Essays on the Poetry of Geoffrey Hill. — Manchester University Press, 2005. — ISBN 0-7190-6754-5.
- Wolffe, Bertram. Henry VI. — Yale. — Yale University Press, 2001. — ISBN 978-0-300-08926-4.

### Эссе и журнальные статьи
- Askew, H. (1 июня 1935). The Tysoe Red Horse. Notes and Queries (PDF, subscription required). 168. Oxford, United Kingdom: Oxford University Press: 394. doi:10.1093/nq/CLXVIII.jun01.394e. ISSN 1471-6941.
- Dean, Sidney (2015). Bloody Sunday: The Battle of Towton. Medieval Warfare. 5 (3): 28–35. JSTOR 48578453.
- Fallow, Thomas McCall (January 1889). The Dacre Tomb in Saxton Churchyard. The Yorkshire Archaeological and Topographical Journal. 10. London, United Kingdom: Yorkshire Archaeological and Topographical Association: 303–308. Дата обращения: 14 декабря 2010.
- Fiorato, Veronica. The Context of the Discovery // Blood Red Roses: The Archaeology of a Mass Grave from the Battle of Towton AD 1461. — Second revised. — Oxford, United Kingdom : Oxbow, 2007. — ISBN 978-1-84217-289-6.
- Gibson, Strickland (1936). Francis Wise, B. D (PDF). Oxoniensia. 1. Oxford, United Kingdom: Oxfordshire Architectural and Historical Society: 173–195. ISSN 0308-5562. Дата обращения: 17 декабря 2010.
- Halsall, Trevor James. Geological Constraints on Battlefield Tactics: Examples in Britain from the Middle Ages to the Civil Wars // Geology and Warfare: Examples of the Influence of Terrain and Geologists on Military Operations. — Bath, United Kingdom : Geological Society of London, 2000. — P. 32–59. — ISBN 1-86239-065-7.
- Harris, Mary Dormer (18 мая 1935). The Tysoe Red Horse. Notes and Queries. 168. Oxford, United Kingdom: Oxford University Press: 349. doi:10.1093/nq/CLXVIII.may18.349a. ISSN 1471-6941.
- Calendar of State Papers and Manuscripts in the Archives and Collections of Milan 1385–1618. — Stationery Office, 1912.
- Morgan, Philip. The Naming of Battlefields in the Middle Ages // War and Society in Medieval and Early Modern. — Liverpool, United Kingdom : Liverpool University Press, 2000. — P. 34–52. — ISBN 0-85323-885-5.
- Ransome, Cyril (July 1889). The Battle of Towton. The English Historical Review. 4: 460–466. doi:10.1093/ehr/IV.XV.460. Дата обращения: 11 ноября 2010.
- Scott, Douglas Dowell. Military Medicine in the Pre-Modern Era: Using Forensic Techniques in the Archaeological Investigation of Military Remains // The Historical Archaeology of Military Sites: Method and Topic. — Texas, United States : Texas A&M University Press, 2010. — P. 21–29. — ISBN 978-1-60344-207-7.
- Styles, Philip. The Commonwealth // Shakespeare Survey. — Cambridge, United Kingdom : Cambridge University Press, 2002. — Vol. 17. — P. 103–119. — ISBN 0-521-52353-2.
- Sutherland, Tim (2009). Killing Time: Challenging the Common Perceptions of Three Medieval Conflicts – Ferrybridge, Dintingdale and Towton – 'The Largest Battle on British Soil' (PDF). Journal of Conflict Archaeology. 5 (1): 1–25. doi:10.1163/157407709x12634580640173. ISSN 1574-0773. S2CID 159544440. Архивировано из оригинала (PDF) 4 июня 2019.
- Sutherland, TL; Schmidt, A (2003). The Towton Battlefield Archaeological Survey Project:An Integrated Approach to Battlefield Archaeology. Landscapes. 4 (2). JSTOR 3805936.
- Warren, Roger. An Aspect of Dramatic Technique in Henry VI // Shakespeare Criticism. — Cambridge, United Kingdom : Cambridge University Press, 2003. — Vol. 2. — ISBN 0-521-82433-8.

### Газетные статьи
- Catton, Richard (22 ноября 2010). 'Unique' battlefield gun discovery on Towton battlefield. York Press. Дата обращения: 22 мая 2020.
- Gill, A.A. (24 августа 2008). Towton, the Bloodbath that Changed the Course of Our History. The Sunday Times. Архивировано из оригинала 3 января 2011. Дата обращения: 25 ноября 2010.
- Kettle, Martin (25 августа 2007). Our Most Brutal Battle has been Erased from Memory. The Guardian. p. 33. Архивировано из оригинала 5 апреля 2010. Дата обращения: 25 ноября 2010.

### Интернет-ресурсы
- English Heritage Battlefield Report: Towton 1461. English Heritage (1995). Дата обращения: 21 мая 2010. Архивировано из оригинала 8 июля 2018 года.
- Historic England. Battle of Towton, 1461  (Grade II) (1000040) (англ.). National Heritage List for England. Дата обращения: 22 мая 2020.